# Berto Ricci
Roberto Ricci, detto Berto (Firenze, 21 maggio 1905 – Bir Gandula, 2 febbraio 1941), è stato uno scrittore, poeta e giornalista italiano.
Fu uno dei più importanti pensatori fascisti, fondò la rivista L'Universale e collaborò con la Scuola di mistica fascista guidata da Niccolò Giani e Guido Pallotta.
Scrisse su diversi giornali, tra i quali Il Popolo d'Italia, Critica fascista, Il Selvaggio e Primato. Fu amico personale di Indro Montanelli, che collaborò al suo L'Universale.

## Biografia
Laureatosi in matematica e fisica all'università di Firenze nel 1926, Ricci fu professore di tali discipline a Prato, Palermo e nel capoluogo toscano. Da giovane ebbe simpatie per l'anarchia e nel 1932 aderì ufficialmente al fascismo pur avendo sviluppato un interesse sin dal 1927 (anno in cui aveva svolto il servizio militare), vedendo nel movimento di Benito Mussolini l'attuazione delle idee sociali e vitaliste che da sempre Ricci aveva coltivato. Nel panorama culturale degli anni trenta mostrò un particolare attivismo, dialogando o collaborando con personalità come Giuseppe Bottai, Julius Evola, Ernesto de Martino, Romano Bilenchi, Ottone Rosai, Camillo Pellizzi, Aldo Palazzeschi.
Nel 1931 fondò la rivista L'Universale, che incontrò un rapido successo. Interessato lettore del quindicinale, Mussolini fece sapere a Berto Ricci, tramite l'Ufficio Stampa coordinato da Galeazzo Ciano, che avrebbe voluto che collaborassero ad Il Popolo d'Italia, in cui scrissero in una rubrica denominata "Bazar". Furono poi, nell'estate del 1934, invitati dal Duce a Palazzo Venezia. Mussolini intervistò i singoli componenti e domandò delucidazioni a Berto Ricci sulla sua critica anti-idealista e sul suo passato anarchismo. Le posizioni quasi "di sinistra" de L'Universale vennero in compenso criticate da Roberto Farinacci, che vi vide un attentato al diritto di proprietà e accusò Ricci di "bolscevismo". L'ultimo numero de L'Universale uscì il 25 agosto 1935 con la giustificazione che allo scoppio della guerra d'Etiopia - nella quale Ricci combatterà come volontario - "non è più tempo di carta stampata".
Nel 1940 partecipò al primo convegno nazionale della Scuola di mistica fascista sostenendo che "la mistica fascista ripropone al Partito, alla Milizia, agli Organi dello Stato, agli Istituti del Regime, di continuo il tema della unità sociale, dinamica unità che non si limita all'assistenza economica e al miglioramento delle condizioni di chi lavora, insomma a una pratica demofila, ma punta sulla civiltà del lavoro, tende a realizzare una più elevata moralità e insieme un maggior rendimento collettivo (governo della produzione e del consumo, graduale ridistribuzione della ricchezza, bonifica e autarchia, il produttore compartecipe e corresponsabile dell'azienda, il lavoratore proprietario) e per questo, come ogni mistica chiamata a operare in concreto sulla storia e ad ergervi fondazioni durevoli, soddisfa anche requisiti razionali”.
Ricci partì volontario per la Seconda guerra mondiale. Partendo da Napoli confidò a Indro Montanelli, che gli confessava il proprio disincanto verso il fascismo: "Nella vita si può smettere di credere una volta. E io l’ho già fatto ripudiando la mia militanza anarchica. Non posso rifarlo: diventerebbe un mestiere". Nel gennaio 1941 scrisse ai genitori: “Ai due ragazzi penso sempre con orgoglio ed entusiasmo. Siamo qui anche per loro, perché questi piccini vivano in un mondo meno ladro; e perché la sia finita con gl'inglesi e coi loro degni fratelli d'oltremare, ma anche con qualche inglese d'Italia”. Verso le 9 di mattina del 2 febbraio 1941, il suo plotone fu attaccato vicino a Bir Gandula, in Libia, da uno Spitfire inglese, che lo falciò di netto. Ricevette nel 1950 la medaglia di bronzo al valore militare ed alla memoria. Oggi è sepolto nel Sacrario dei caduti d'oltremare di Bari con il nome di "Roberto Ricci".
Berto Ricci non navigò mai particolarmente nell'oro, tanto che in molti - l'aneddoto verrà narrato più volte da Indro Montanelli - hanno ricordato l'episodio del "banchetto" nuziale composto unicamente di sette cappuccini offerti da Ricci ai pochi convenuti.
Giovanni Ansaldo ha descritto Berto Ricci con queste parole:
(Giovanni Ansaldo)

## Pensiero
(Berto Ricci, L'Universale, Anno 1, n. 1, 3 gennaio 1931)
Di formazione anarchica, Ricci propose sempre una sua versione del fascismo a forte impronta sociale e intransigente nei confronti della borghesia (intesa come categoria dello spirito e non come classe socio-economica). Si fece sostenitore di «una modernità italiana 'da venire', condizione primissima della potenza nostra nazionale» e affermatore «d'una tradizione nostra civile, arricchita di millenaria cristianità ma sostanzialmente e robustamente pagana». Il suo interesse per il sociale e per la rivoluzione anti-borghese fece sì che Ricci non avesse remore ad affermare di guardare di buon occhio o, comunque, in modo non aprioristicamente negativo il mondo bolscevico: «la Russia con la rivoluzione dei comunisti ha fatto bene a se stessa [...] L'Anti-Roma c'è ma non è Mosca. Contro Roma, città dell'anima, sta Chicago, capitale del maiale. La lotta è dunque tra noi e loro, tra loro che sono bestie progredite e noi che siamo civilissimi uomini primitivi. Ecco perchè l'America ci invade e ci avvelena con la sua civiltà senza sale. Sulla via del primato c'è John Bull e Uncle Sam e Cesare dovrà levarseli dai piedi». Inoltre, sebbene sia stato tacciato di antisemitismo da parte del mondo ebraico italiano è visto dagli storici come esempio di quel filone fascista che si oppose alla penetrazione in Italia del razzismo e dell'antisemitismo nazionalsocialista.
Anche negli "anni del consenso" non si stancò di invocare una "rivoluzione perpetua" che combattesse quanti, di mentalità sostanzialmente a-fascista o addirittura antifascista, avevano trovato posto nel regime portandovi, secondo Ricci, una mentalità borghese estranea allo spirito della Rivoluzione fascista. Ovvero, per lo scrittore fiorentino, si trattava di accompagnare la lotta agli "inglesi di dentro" a quella puntata contro "gli inglesi di fuori".
Questa visione marcatamente sociale e votata a continuare la rivoluzione anche all'interno del regime è ben visibile in articoli come questo:
(L'Universale, 10/2/1935)
Filosoficamente, si mise in contrasto con Giovanni Gentile pubblicando il 10 gennaio 1933 (assieme a Romano Bilenchi, Gioacchino Contri, Ottone Rosai), in contrapposizione all'idealismo del filosofo siciliano, un “Manifesto Realista” che suscitò l'interesse di Julius Evola, anch'egli impegnato negli stessi anni in una battaglia filosofica anti-idealista.

## Opere

### Opere dell'autore
- Berto Ricci, Poesie, 1930, Ed. Vallecchi.
- Berto Ricci, Lo scrittore italiano, (ripubblicato per Ciarrapico editore, 1986, con prefazione di Indro Montanelli), 1931.
- Berto Ricci, Errori del nazionalismo italiano, Firenze, Edizioni fiorentine, 1931.
- Berto Ricci, Corona Ferrea, 1933.
- Berto Ricci, Tempo di sintesi, (perduto in guerra)[32], 1940.
- Berto Ricci, Lettere alla moglie dalla campagna d'Etiopia, a cura di Claudio Mariotti, Modena, Mucchi, 2023.
- Berto Ricci, Lettere alla moglie durante la seconda guerra mondiale, a cura di Claudio Mariotti, Ravenna, Pozzi, 2025.
- Berto Ricci, Per un mondo meno ladro. Lettere ai genitori, a cura di C. Mariotti, Milano, De Piante, 2025.

### Opere in collaborazione
- AA. VV., Il Rosai, 1930, L'Economica Firenze.
- O. Goldsmith, Il vicario di Wakefield, (traduzione dell'opera), 1931, Ed. Vallecchi.
- Francesco Petrarca, Il meglio del Petrarca, (commento all'opera), 1931, Ed. Vallecchi.
- AA. VV., Processo alla borghesia, 1939, Ed. Roma.

### Antologie
- AA. VV., Avvisi, 1943, Ed. Vallecchi.Palazzo dei Congressi
- Diano Brocchi, Antologia de "L'Universale", 1961, Casa editrice Giardini Pisa.
- Diano Brocchi, Prose e Ritmi, 1967, Giovanni Volpe Editore.
- Diano Brocchi, L'Universale, 1969, Ediz. del Borghese.
  -  Diano Brocchi, L'Universale. Contributi per un'atmosfera, 2019, Oaks editrice.
- Berto Ricci, La rivoluzione fascista. Antologia di scritti politici, 1996, Società editrice Barbarossa.
  -  Berto Ricci, La rivoluzione fascista, 2014², AGA Editrice.
- Mario De Fazio, Stoccate, 2021, Passaggio al Bosco.